# لودي (كومونة)
لودي، (بالإنجليزية: Lodè)‏، هي بلدية، في مقاطعة نوورو في إقليم سردينيا الإيطالي، وتقع على بعد حوالي 160 كيلومترًا (99 ميلًا) شمال كالياري، وحوالي 35 كم (22 ميل) شمال شرق نوورو. اعتبارا من 31 ديسمبر 2004، كان عدد سكانها 2110 وتبلغ مساحتها 120.9 كيلومتر مربع (46.7 ميل مربع).

## السكان
في سنة 1861 بلغ عدد السكان 984 نسمة، وتطور العدد ليصل في سنة 2011 لـ 1٬894 نسمة.
يظهر هذا المخطط البياني تطور النمو السكاني لـ لودي (كومونة)